# Leptacis neotropica
Leptacis neotropica är en stekelart som beskrevs av Peter Neerup Buhl 1997. Leptacis neotropica ingår i släktet Leptacis och familjen gallmyggesteklar. Inga underarter finns listade i Catalogue of Life.